# سوتلانا مادویان
سوتلانا خاچاطوری مادویان (ارمنی: Սվետլանա Խաչատուրի Մադոյան؛ انگلیسی: Svetlana Madoyan؛ زادهٔ ۴ اوت ۱۹۳۸) یک قلب‌شناس، پزشک و استاد اهل ارمنستان است.

## زندگی‌نامه
در ۶ فوریهٔ ۱۹۳۹ در لنیناکان به دنیا آمد و از دانشگاه پزشکی دولتی ایروان (۱۹۶۴) فارغ‌التحصیل گشت. 

## یادداشت
1. ↑  բժշկական գիտությունների դոկտոր